# إيمان سمير
إيمان سمير (1 مايو 1980 -)، ممثلة مصرية.

## حياتها
ولدت في القاهرة، بدأت مسيرتها وهي طفلة عام 1995 مع ممدوح عبد العليم والممثلة شيرين من خلال المسلسل التلفزيوني حكايات مجنونة ، استمرت بالتمثيل بين فترة وأخرى.

## أعمالها

### من المسلسلات
- أزمة سكر.
- عائلة نونو - الجزء الثاني.
- دموع في حضن الجبل.
- قلب حبيبة.
- السلمانية.
- قاسم أمين.
- أين قلبي.
- ديدي ودوللي.
- عائلة الحاج متولي.
- حكايات مجنونة.

### من الأفلام
- واحد كابوتشينو.
- الأحلام - فيلم قصير.

## روابط خارجية
- إيمان سمير على موقع الدهليز
- إيمان سمير على موقع قاعدة بيانات الأفلام العربية